# 2023年山形県議会議員選挙
2023年山形県議会議員選挙（2023ねんやまがたけんぎかいぎいんせんきょ）は、山形県における議決機関の一つである山形県議会を構成する議員を全面改選するために行われる選挙である。第20回統一地方選挙の前半戦投票日である2023年4月9日に投票が行われた。

## 概要
山形県議会の任期4年が満了したことに伴って実施された選挙。
43人の定員に対し54人が立候補し、8つの選挙区が選挙戦に、残る9つが無投票となった。。

## 基礎データ
- 選挙事由：任期満了
- 選挙形態：地方議会議員選挙
- 告示日：2023年3月31日
- 投票日：2023年4月9日
- 選挙区：17区
- 定数：43名

## 当選者
自民党 
 立憲民主党 
 公明党 
 共産党 
 国民民主党 
 無所属 
| 山形市             | 伊藤香織   | 梅津庸成   | 吉村和武   |
| 山形市             | 奥山誠治   | 遠藤和典   | 菊池文昭   |
| 山形市             | 高橋啓介   | 松井愛     | 石川渉     |
| 米沢市             | 木村忠三   | 相田光照   | 渋間佳寿美 |
| 鶴岡市             | 佐藤正胤   | 石塚慶     | 今野美奈   |
| 鶴岡市             | 高橋淳     | 関徹       |            |
| 酒田市・飽海郡     | 阿部ひとみ | 石黒覚     | 江口暢子   |
| 酒田市・飽海郡     | 梶原宗明   | 森田廣     |            |
| 新庄市             | 石川正志   | 佐藤文一   |            |
| 寒河江市・西村山郡 | 阿部恭平   | 橋本彩子   | 楳津博士   |
| 上山市             | 遠藤寛明   |            |            |
| 村山市             | 能登淳一   |            |            |
| 長井市・西置賜郡   | 青木彰栄   | 五十嵐智洋 |            |
| 天童市             | 森谷仙一郎 | 矢吹栄修   |            |
| 東根市             | 齋藤俊一郎 | 高橋弓嗣   |            |
| 尾花沢市・北村山郡 | 加賀正和   |            |            |
| 南陽市             | 柴田正人   |            |            |
| 東村山郡           | 鈴木孝     |            |            |
| 最上郡             | 伊藤重成   | 小松伸也   |            |
| 東置賜郡           | 舩山現人   | 相田日出夫 |            |
| 東田川郡           | 田澤伸一   |            |            |

### 補欠選挙
| 年     | 月日    | 選挙区         | 当選者 | 当選政党   | 欠員   | 欠員政党   | 欠員事由                             |
| ------ | ------- | -------------- | ------ | ---------- | ------ | ---------- | ------------------------------------ |
| 2025年 | 1月26日 | 酒田市・飽海郡 | 佐藤寿 | 立憲民主党 | 石黒覚 | 立憲民主党 | 衆議院議員総選挙立候補準備のため辞職 |